# Heinrich Müller (architecte)
Pour les articles homonymes, voir Müller et Heinrich Müller.
Heinrich Müller, né le 2 février 1819 à Brême-Oberneuland et mort le 8 mars 1890 à Brême, est un architecte allemand.

## Biographie
Heinrich Müller naît le 2 février 1819 à Oberneuland. Il est le fils d'un brûleur de chaux. Il fréquente le lycée et à l'âge de 17 ans, il devient apprenti maçon, avant d'étudier à Munich pendant deux ans, à partir de 1838, auprès de Friedrich Bürklein, de quelques années son aîné et élève de Friedrich Wilhelm von Gärtner. Il fréquente ensuite l'Académie d'architecture de Berlin, où il travaille pendant un an sous la supervision de Heinrich Strack. Après l'incendie de Hambourg de 1842, il y travaille pendant deux ans dans l'atelier de Chauteauneuf avant de réaliser ses premiers bâtiments indépendants à Hambourg. En 1849, il retourne dans sa ville natale de Brême et reçoit rapidement une importante commande pour la Maison de l'émigration à Bremerhaven. Il planifie et réalise de nombreux bâtiments résidentiels et commerciaux représentatifs à Brême et dans ses environs, dans le style de la mode architecturale de l'époque, c'est-à-dire au départ encore comme des bâtiments du néo-classicisme, puis dans l'historicisme comme le gothique Tudor ou le néo-Renaissance. Parmi ses travaux, citons le magasin de vin Ludwig von Kapff, la transformation de l'ancienne école de la cathédrale sur la Domsheide pour l'association des artistes, la Villa Wätjen, la maison de Franz Schütte, la Nouvelle Bourse sur la place du marché de Brême, la Rembertikirche et le projet de transformation de l' hôtel Hillmann à Herdentor à Brême. En raison de la guerre, seuls quelques-uns de ses bâtiments subsistent. Parmi les bâtiments reconstruits figure la nouvelle Bourse (Kaliningrad).
En 1856, Heinrich Müller est l'un des fondateurs de l'association des artistes de Brême, dont il devient le président une douzaine d'années plus tard et où il reste, avec une courte interruption, jusqu'à sa mort. Il est marié, a deux filles et vit au Rembertikirchhof à Brême depuis 1859. D'abord au n° 8, puis à partir de 1862 au n° 22, surplombant le chœur de la Rembertikirche, qu'il construit en 1868-1870.
Il est membre de l'association Hamburger Künstlerverein von 1832.
Heinrich Müller est inhumé dans le cimetière de Riensberg à Brême (emplacement de la tombe W 53/54). Sur la pierre tombale, on peut lire : « Erigé à la mémoire du maître d'œuvre par la main d'un ami ». La date de décès inscrite sur la pierre tombale est le 9 mars 1890, mais la littérature donne le 8 mars.

## Bâtiments et conceptions
(juillet 2021).

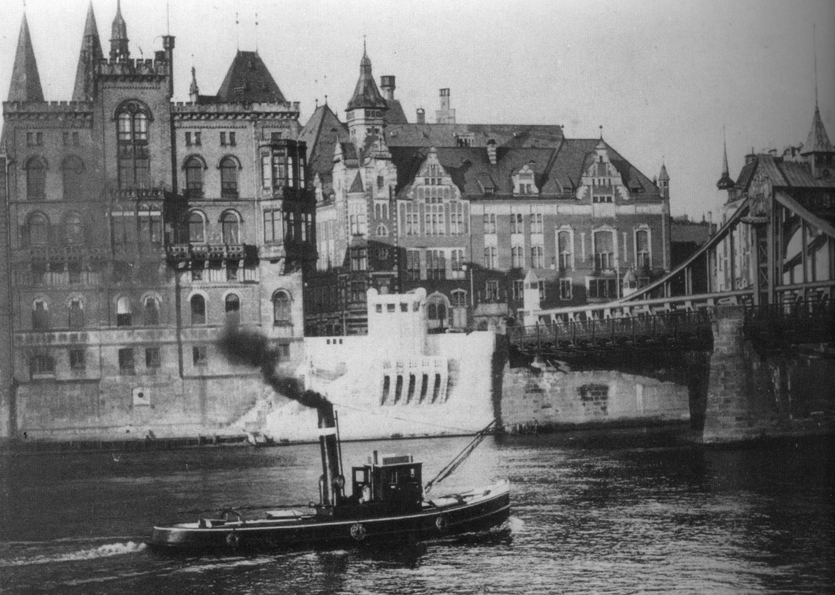
Bâtiment du magasin de vin Ludwig von Kapff, 1852, photo 1907.

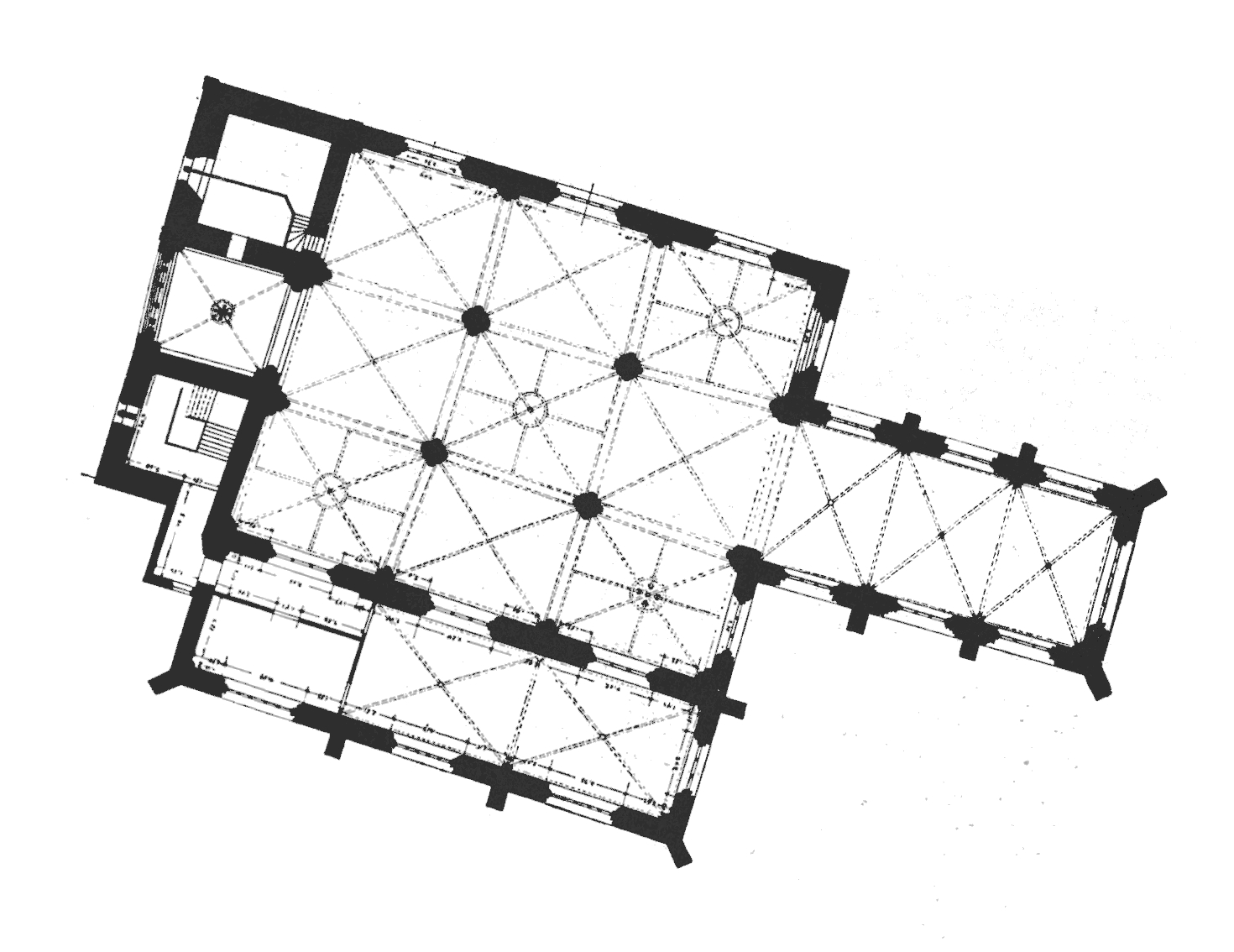
Plan der Kirche Unser Lieben Frauen mit Maßangaben der Umbauten durch Heinrich Müller

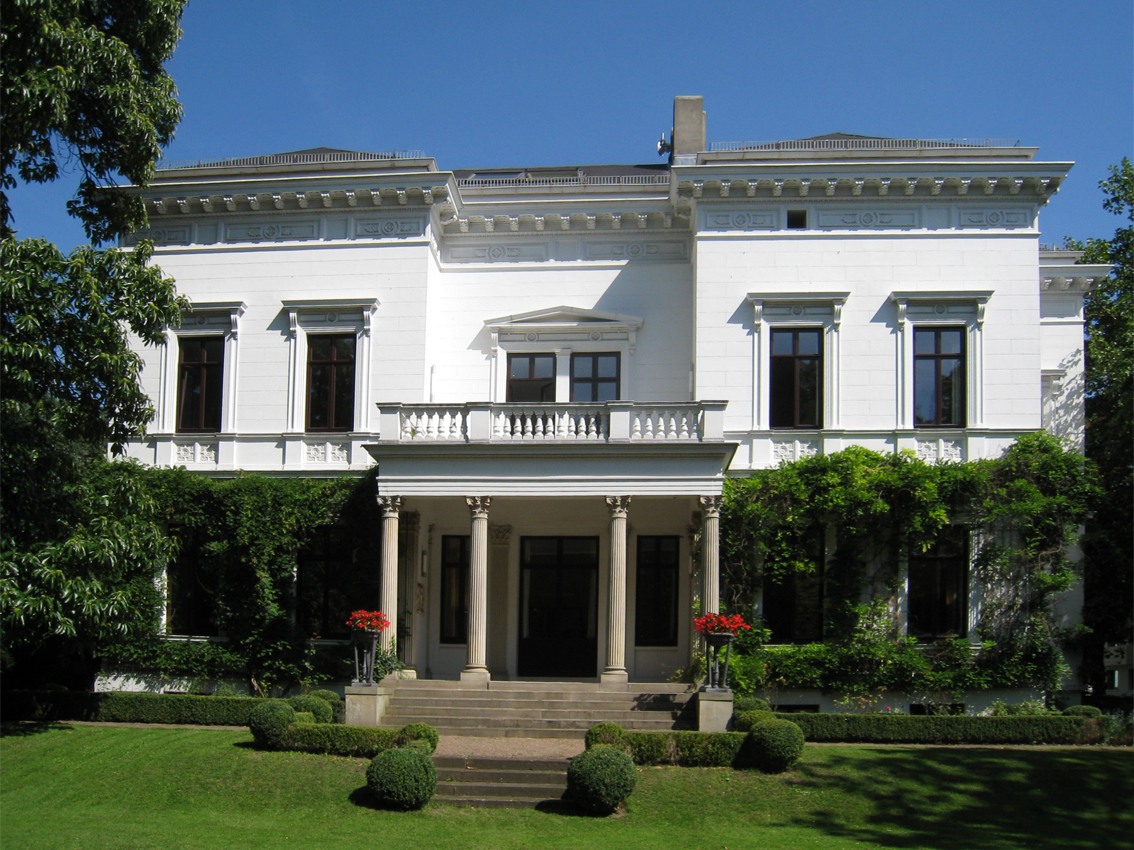
Villa Lürman, Contrescarpe 21, 1866

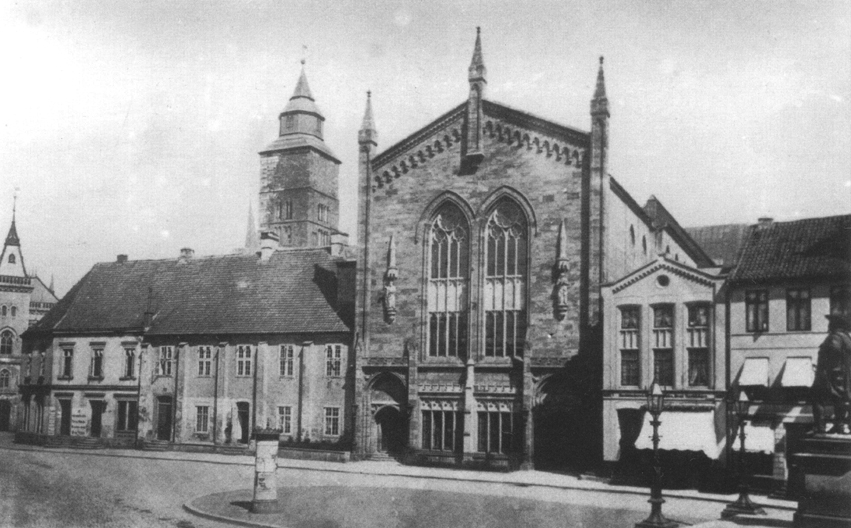
Erster Umbau des Künstlervereinshauses 1869–1874, Foto 1874

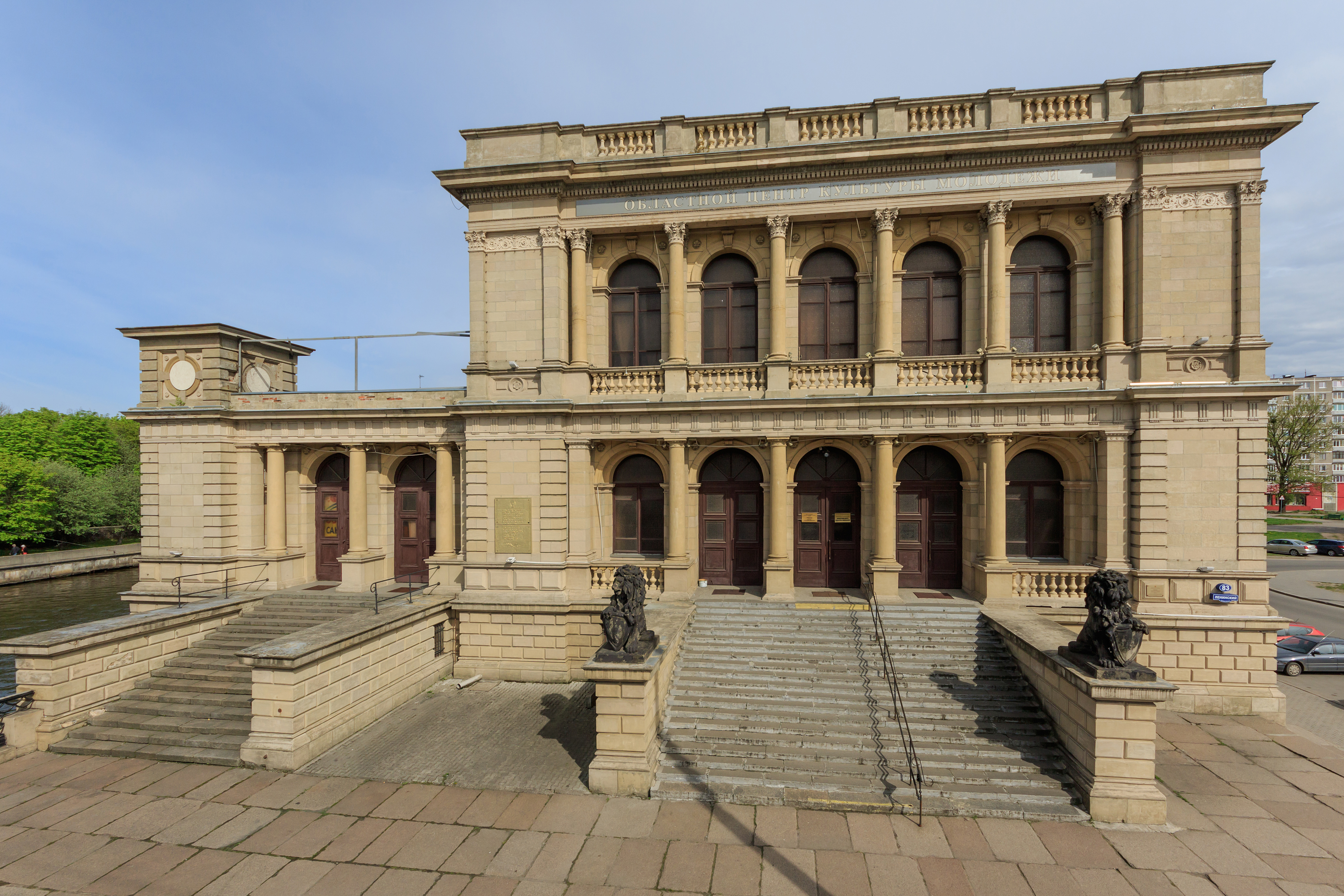
Neue Königsberger Börse, 1870–1875

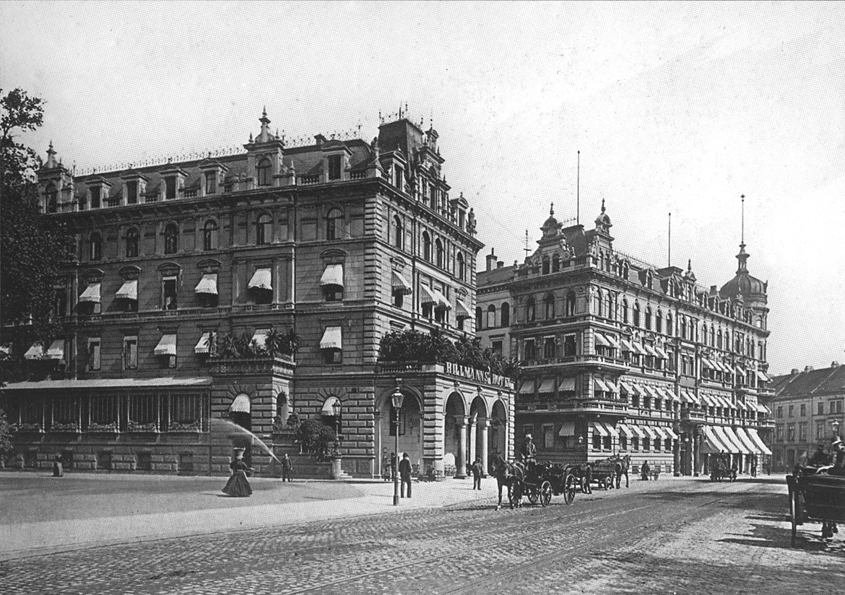
Hillmanns Hotel, Umbau 1890 von Heinrich Müller, Foto um 1900

- 1847-1848 : groupe d'habitations Contrescarpe 122-124 / Am Wandrahm (ancien n° 84a-e)[3].
- 1849 : Auswandererhaus Bremerhaven (à partir de la caserne de 1871, de la brasserie Karlsburg de 1892, démolition en 1982/1985 lorsque certaines parties ont été reprises lors de la construction de la nouvelle université des sciences appliquées de Bremerhaven).
- 1850-1852 : Construction du magasin de vin Ludwig von Kapff à Brême, près du Große Weserbrücke (Grand pont sur la Weser), Wachtstraße 43 (détruit en 1944)[4],[5].
- 1852 : Groupe de logements à Rosenplatz, Contrescarpe 125-132 (ancien n° 85a-g)[6].
- 1854 : Concours pour la conception de l'église votive à Vienne.
- 1857 : Lehnhof du consul Theodor Lürman à Neu-Schönebeck[7],[4]
- 1857 : Transformation du réfectoire du monastère-cathédrale pour le Künstlerverein à Domsheide.
- 1857-1860 : Reconstruction de la nef sud de la Kirche Unser Lieben Frauen[8]
- 1858 : Villa Christian Heinrich Wätjen, Bleicherstraße 35, plus tard Osterdeich 2[4].
- 1858 : Bâtiment résidentiel et commercial Domshof 29 / Unser Lieben Frauen Kirchhof 2-3[9].
- 1858-1864 : Wätjens Schloß de l'armateur Christian Heinrich Wätjen, Landrat-Christians-Straße 5F à Brême-Blumenthal (style Tudor, avec tour octogonale)[4],[10],[11],[12],[13]
- 1858-1864 : Parkhaus dans le parc Wätjens à Bremen-Blumenthal, Landrat-Christians-Straße (Müller attribué, démoli).
- 1859 : église protestante St. Johann à Brême-Oberneuland (néo-gothique)[4].
- c. 1860 : Résidence de Johannes Eduard Grosse, Contrescarpe 118, plus tard transformée pour P. Rickmers par Runge[4]
- vers 1860 : transformation de la maison d'habitation de Hermann Henrich Meier, plus tard Grommé, Schillerstraße 34 / Contrescarpe 77[4]
- 1861-1864 : Neue Börse sur la place du marché de Brême, Am Dom 5A (dans le style de la première Renaissance italienne ; détruit en 1943 sauf le Börsenhof A avec grand escalier)[4],[14]
- 1862 : Villa Philipp Richard Fritze, Osterdeich 3 (démolie[4] ; conservation de l'ancienne maison du cocher et de la remise à calèches, Bleicherstrasse 31 ; transformée en immeuble d'habitation par l'architecte Manfred Schomers pour lui-même en 1979).
- à partir de 1863 : Résidences de l'Osing et résidence du capitaine Warneke à Vegesack, Weserstraße 26 et 26A (classicisme tardif)
- 1863 : Villa Eduard Büsing, Mozartstraße 15 / Osterdeich 4[15]
- 1865 : Bâtiments permanents pour le Deuxième tir fédéral allemand sur le Bürgerweide.
- 1865 : Villa "Haus Blumenkamp" pour le banquier Wolde à Brême-St. Magnus, Billungstraße (attribuée à Müller en raison du plan en H similaire à celui des "Parkhaus" du parc Wätjens et de Rauchs Gut).
- 1866 : Villa Stephan August Lürman, Contrescarpe 21 / Meinkenstraße (conservé)[4],[16]
- 1866 : Transformation et ajout d'étages à l'immeuble résidentiel Contrescarpe 22/24 pour le consul Johannes Theodor Lürman[4],[17]
- 1867-1868 : Domaine de Kattenesch pour le marchand de Brême et consul général royal hollandais Gerhard Heinrich Roessingh[18]
- 1868 : Résidence Joseph Johann Arnold Hachez, Contrescarpe 20 (remplacée par une maison plate vers 1970)[4].
- 1868-1870 : Rembertikirche à Brême, Rembertikirchhof (néo-gothique, détruite en 1942)[4].
- 1870 : Aschenburg, Hinter der Mauer 1A, en tant qu'immeuble d'habitation avec maison de comptage pour le commerçant Christoph Friedrich Lahusen[19]
- 1870 : Maison résidentielle Georg F. Melchers, Contrescarpe 67, Richtweg 35 (démolie pour la Haus des Reichs)[4].
- 1869-1876 : Démolition de l'ancien monastère cathédral et nouvelle construction de salles pour le Künstlerverein et nouvelle construction de la salle capitulaire avec des locaux commerciaux face à la Domsheide [4],[20]
- 1868 : Résidence de Carl Melchers, Contrescarpe 112 (entrée en arrière Georgstraße 5)[4],[21]
- 1870-1875 : Neue Börse à Königsberg (Prusse).
- 1871 : Rauchs Landgut pour Johann Rauch à Brême, Richthofenstraße 70.
- 1874 : Transformation de la maison de la société "Museum", Domshof 21 / Schüsselkorb 30 (détruite en 1944)[4].
- 1875 : Résidence du sénateur Wilhelm Nielsen, Contrescarpe 100A (détruite)[4],[5].
- 1876 : Maison de campagne Johannes Fritze à Brême-Vegesack, Weserstraße 74 (utilisée après la Seconde Guerre mondiale comme bureau local de Vegesack)[4].
- 1877 : Villa Niemann, Schwachhauser Heerstraße 24 (aujourd'hui Versorgungswerk der Ärztekammer Bremen)[22]
- 1877-1879 : église protestante réformée de Blumenthal avec salle paroissiale, Landrat-Christians-Straße 80.
- 1877 : Maison d'habitation Johannes Fritze et Kontor de la société W. A. Fritze & Co., Am Wall 154/156 (reconstruit en 1950, très modifié, comme Securitas-Haus)[4]
- 1878 : Résidence du sénateur Johannes Achelis (vice-consul impérial russe, dans la société Johs. Achelis & Söhne), Am Dobben 27 (détruit)[4].
- 1880um : Villa Joseph Hachez, Prokurist und Teilhaber in der Reederei D. H. Wätjen, Landrat-Christians-Straße 110 (ancienne Langestraße ; démolie vers 1975 pour un bâtiment administratif du Bremer Vulkan)[4]
- 1880 : immeuble commercial C. Melchers & Co, Knochenhauerstraße 42/44[4].
- 1880 : Maison de la loge "Friedrich Wilhelm zur Eintracht", Sögestraße 16, Am Wall 145 (détruite)[4].
- 1881 : Projet de concours pour un bâtiment hospitalier à Brême (récompensé par le 2e prix)[23]
- 1881 : Immeuble résidentiel pour Franz Schütte, Kohlhökerstraße 29 (démoli)[4].
- 1882 : Extension du Vereinskrankenhaus vom Roten Kreuz, Neustadtswall / Osterstraße[4]
- 1883 : immeuble résidentiel Ludwig von Kapff, Osterdeich 53[4]
- 1885 : Six variantes de projet pour la nouvelle construction de la gare centrale de Brême[24]
- 1887 : Elaboration du programme du concours pour la rénovation de la cathédrale Saint-Pierre de Brême, avec les architectes Wilhelm Below, Johann Georg Poppe et Christian Bummerstedt[25]
- 1890 : Projet d'ajout d'un étage et de réaménagement de la façade de l'hôtel Hillmannplatz à Brême, Herdentorsteinweg 51 / Hillmannplatz. (bâtiment original 1846 par Christoph Polzin, détruit 1944)[26].

## Bâtiments du Bürgerpark de Brême

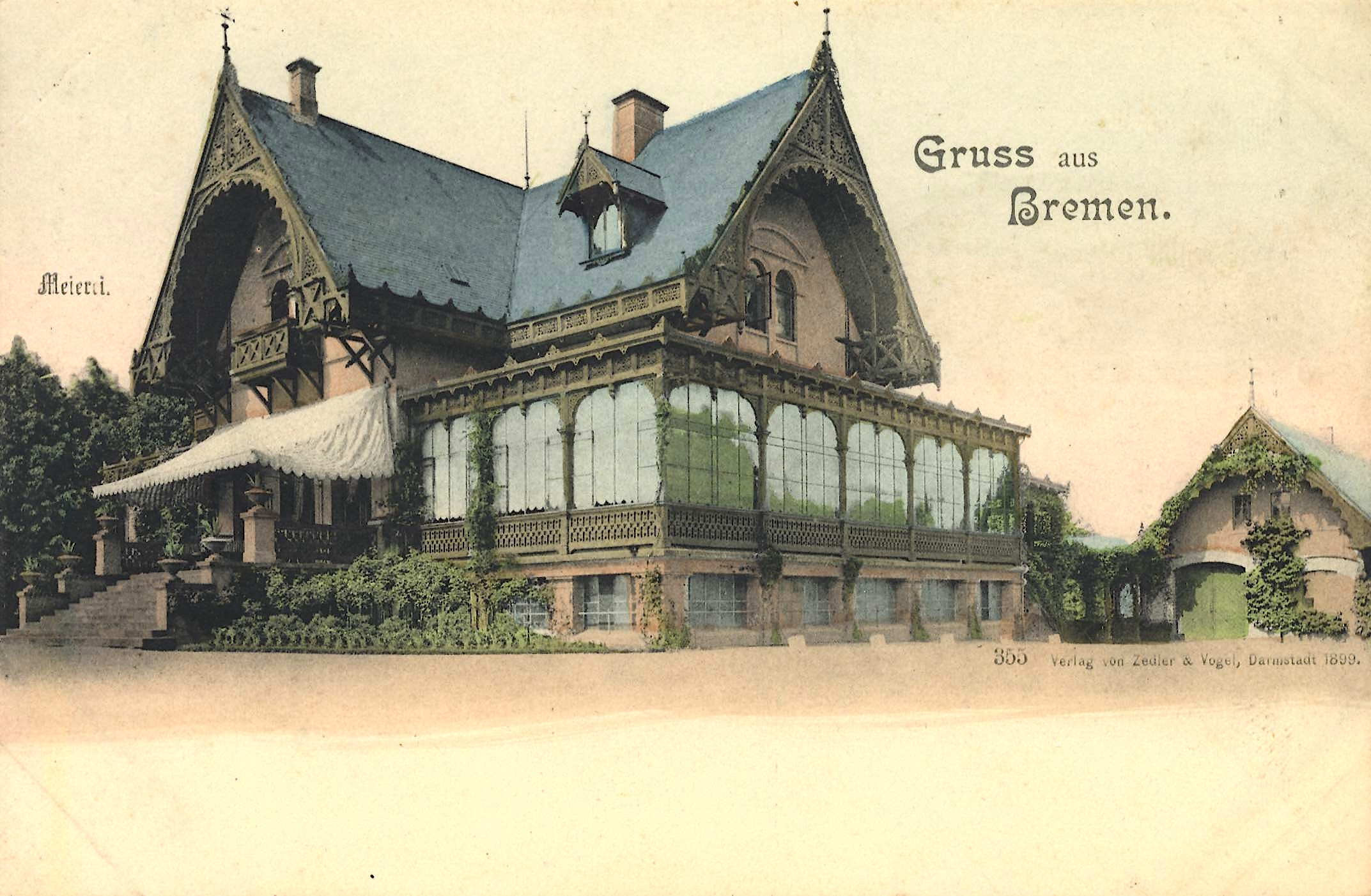
Meierei im Bürgerpark, 1880, Ansichtskarte 1899

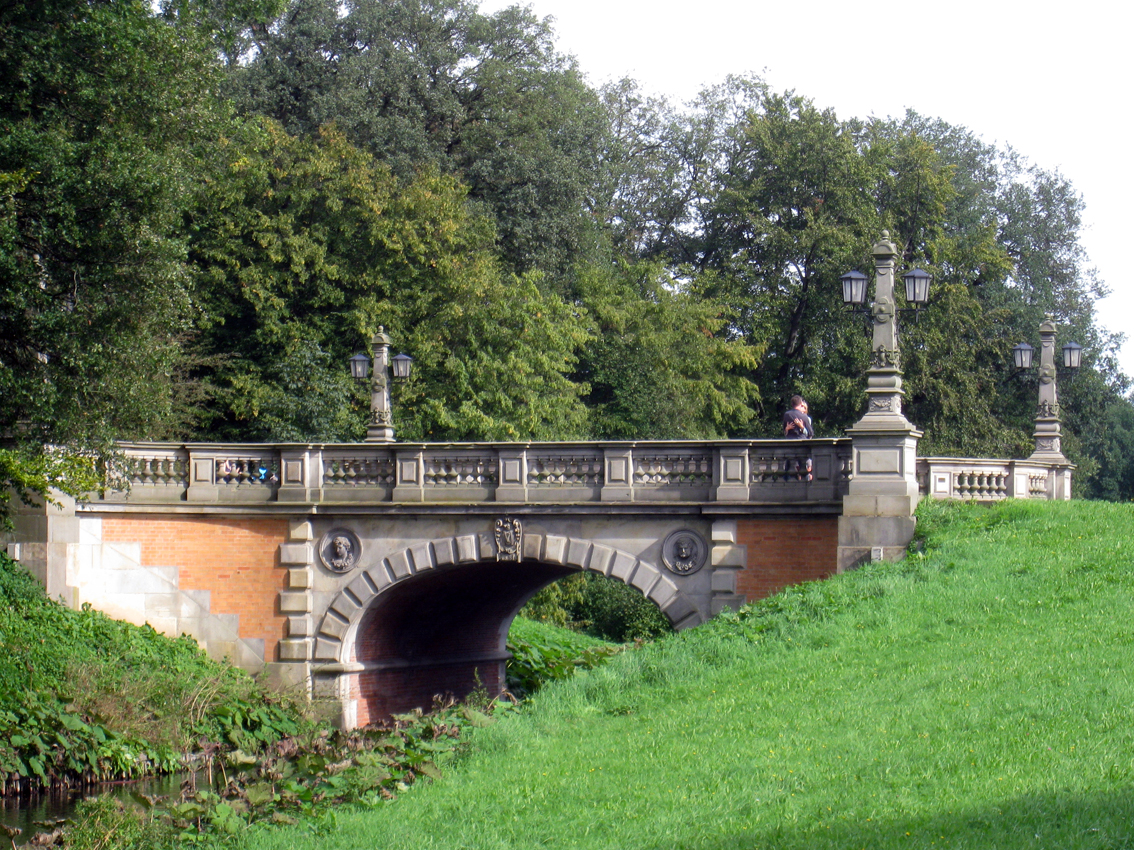
Melchersbrücke im Bürgerpark, 1881–1883

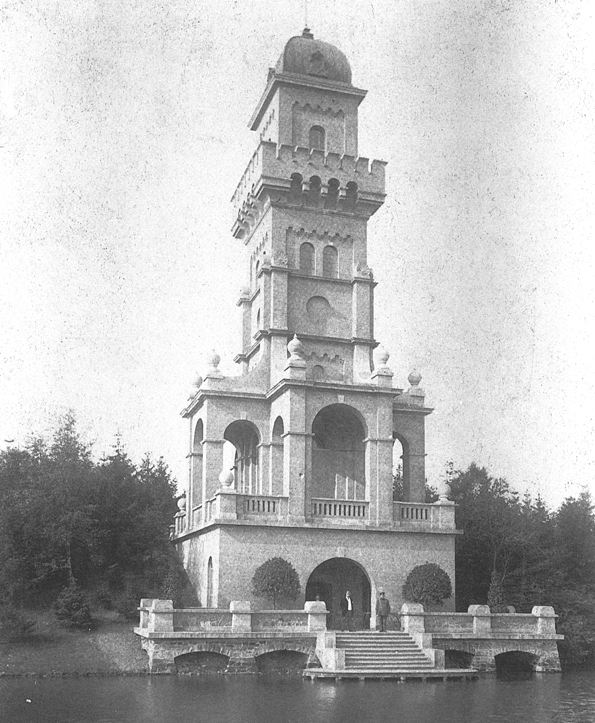
Aussichtsturm im Bürgerpark

- 1867 : Premier Kaffeehaus am Emmasee, appelé "Zelt", remplacé par un nouveau bâtiment en 1897.
- 1868 : Emmabank au lac Emma[27]
- 1878 : Fontaine de Niemitz[28].
- 1880 : Meierei[29],[30].
- 1881-1883 : Pont de Melchers
- 1882 : Meiereivilla avec grange ronde
- 1884 : Extension arrière avec escalier de la résidence officielle (Schweizerhaus) du directeur du Bürgerpark[31].
- 1886 : Tonnelle de charme
- 1889 : Tour d'observation (détruite)

## Pierres tombales

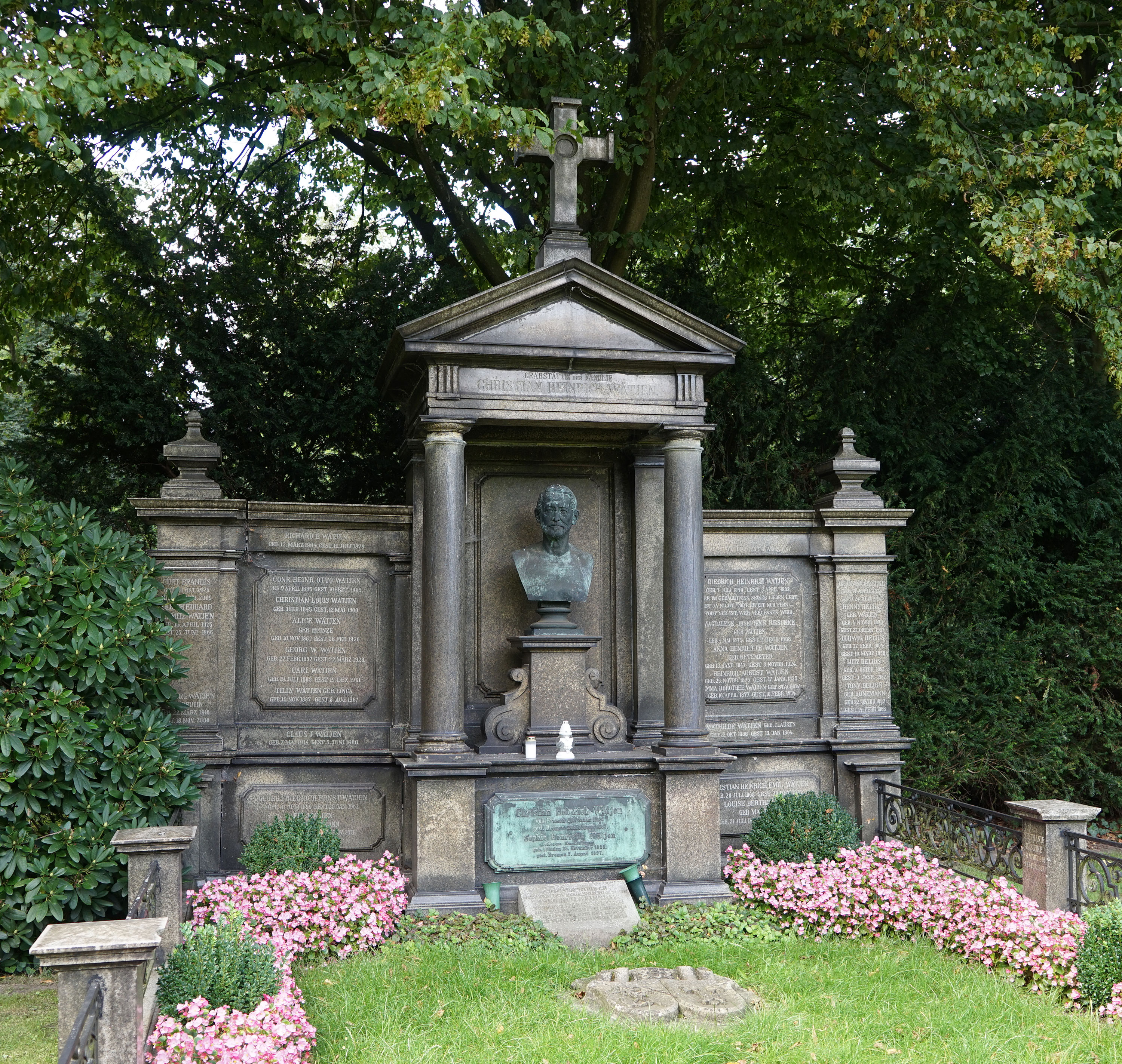
Tombe de la famille de Christian Heinrich Wätjen, 1887.

- 1881 : Mausolée de la famille Melchers avec une statue en marbre de l'Espoir par Constantin Dausch (en) dans le cimetière Riensberg (non conservé)[4]
- 1887 : Tombe de la famille de Christian Heinrich Wätjen avec un buste de Constantin Dausch au cimetière Riensberg[4].